# Васильев, Пётр Иванович
Пётр Иванович Васильев (1907—1989) — сталевар мартеновского цеха Мариупольского металлургического комбината, г. Мариуполь (ранее — г. Жданов).

## Биография
Родился в 1907 году в Мариуполе.
В 1927 году пришел в 3-й мартеновский цех завода им. Ильича сталеваром. После освобождения Мариуполя от немецких войск принимал активное участие в восстановлении завода, окончил техникум, работал мастером в мартеновском цехе.
По итогам первой семилетки 1950—1957 гг. его бригада была признана лучшей в отрасли, за что Петру Ивановичу в 1958 году и было присвоено звание Героя Социалистического Труда.
Именем Петра Васильева названа улица в Мариуполе в Центральном районе города (образована в 2014 году).

## Награды
- Герой Социалистического Труда (1958).